# عبدالرحمن الرشیدی
عبدالرحمن الرشیدی (انگلیسی: Abdurahman Al-Rashidi؛ زادهٔ ۱۸ ژوئیهٔ ۱۹۹۲) یک بازیکن فوتبال اهل عربستان سعودی است.